# Polovalbová střecha

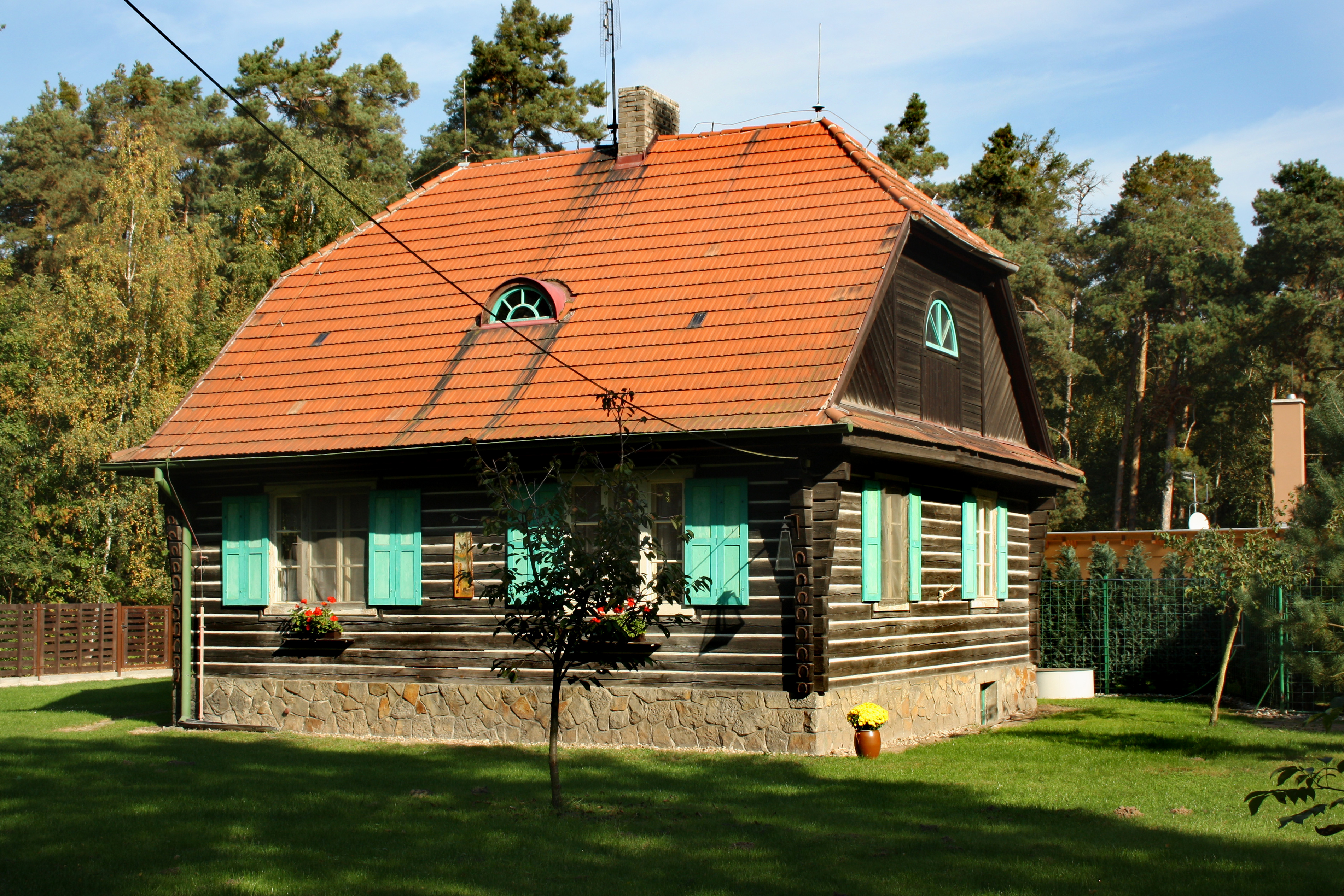
Polovalbová střecha na objektu ve Staré Boleslavi

Polovalbová střecha je druh způsobu zakrytí staveb. Užívá se na stavbách s obdélníkovým půdorysem. Zatímco valbová střecha má místo štítů šikmou střechu neboli valbu, u polovalbové střechy zabírají tyto trojúhelníkové plochy jen část střechy. Užívá se například u staveb lidové architektury ve venkovských oblastech, kdy domům dodává lokální ráz a charakter.